# Огольцов, Сергей Иванович
Серге́й Ива́нович Огольцо́в (1900—1976) — деятель советских органов госбезопасности, генерал-лейтенант (1945), в 1959 году лишён этого звания.
Депутат Верховного Совета СССР II созыва.

## Биография
Родился в бедной крестьянской семье, в 1916 году окончил двухклассное министерское училище, после чего работал учеником письмоводителя, а в декабре 1917 — мае 1918 — секретарём Пригородского волостного исполкома.
В 17-летнем возрасте Огольцов поступил на службу в уездный отдел ЧК, где сделал быструю карьеру: работал сначала следователем Сапожковской уездной ЧК, секретарём подотдела по борьбе со спекуляцией, в июне 1919 года был переведён в Рязанскую ГубЧК, где назначен на должность оперативного комиссара обысков, а с августа 1919 — заведующего подотделом оружия. В 1919 году вступил в РКП(б). В сентябре 1919 — апреле 1920 занимал должность помощника уполномоченного Рязанской ГубЧК по Раненбургскому уезду. В апреле 1920 года 19-летний чекист был переведён в Москву и после 2-месячной стажировки в качестве комиссара обысков был откомандирован в Харьковскую ГубЧК на должность оперкомиссара, после чего личным распоряжением Ф. Э. Дзержинского направлен в Полтавскую ГубЧК. В 1920—1921 Огольцов занимал должность заместителя начальника Полтавской ГубЧК, в 1921—1922 — начальника и уполномоченного ЧК-ГПУ в Лохвице Полтавской губернии. Принимал участие в ликвидации банд Н. И. Махно, Симоненко, Нестеренко, Алеши Грозного и других. С 1923 по 1935 год Огольцов служил в особых отделах частей РККА на Украине, в январе 1927 года окончил Высшую пограничную школу ОГПУ.
После создания в 1934 году Главного управления пограничной и внутренней охраны НКВД Огольцов на протяжении 3,5 лет служил в различных частях погранвойск: заместитель начальника Волочисского ПОГО НКВД по оперативной части (сентябрь — декабрь 1935), начальник штаба Одесского ПОГО НКВД (1935—1936), начальник 27 Крымского ПОГО НКВД (1936—1938); начальник 4-го Архангельского ПОГО НКВД (1938—1939).
После прихода Л. П. Берия к руководству НКВД в 1938 году и начавшейся после этого чистки «ежовских» кадров,  С. Огольцов 4 сентября 1939 года был назначен заместителем начальника УНКВД по Ленинградской обл. Гоглидзе. Занимал должность заместителя УНКВД ЛО по г. Ленинграду до 13 марта 1941 года. После разделения в феврале 1941 года наркомата на НКВД и НКГБ занимал должности заместителя начальника УНКГБ по Ленинградской области (13 марта — 31 июля 1941), заместителя начальника УНКВД по Ленинградской области (август 1941 — 28 декабря 1942), начальника УНКВД по Куйбышевской области (28 декабря 1942 — 7 мая 1943), начальника УНКГБ по Куйбышевской области (7 мая 1943 — 22 марта 1944). 22 марта 1944 года был назначен наркомом госбезопасности Казахской ССР и занимал эту должность до 4 декабря 1945 года. В должности наркома госбезопасности Казахстана принимал участие в депортации и расселении репрессированных народов.
По утверждению Л. Млечина, в декабре 1945 года Огольцов был вызван в Москву, где на заседании политбюро отказался от поста наркома госбезопасности СССР, сославшись на недостаток знаний и опыта. Огольцов занял должность 1-го заместителя наркома — министра госбезопасности СССР (4 декабря 1945 — 7 мая 1946) при наркоме В. Н. Меркулове, а с назначением на пост министра В. С. Абакумова Огольцов занял должность заместителя министра госбезопасности СССР по общим вопросам (7 мая 1946 — 26 августа 1951), члена Бюро по выездам за границу и въездам в СССР при СМ СССР при КИ (с 25 июня 1947).
В январе 1948 года в Минске Огольцов лично руководил убийством председателя Еврейского антифашистского комитета СССР Народного артиста СССР Соломона Михоэлса.
С 26 августа 1951 по 13 февраля 1952 года — 1-й заместитель министра госбезопасности СССР, и. о. министра госбезопасности с 4 июля по 9 августа 1951 года — с момента снятия Абакумова до назначения С. Д. Игнатьева. 7 июля 1951 года направил докладную записку в комиссию Политбюро ЦК ВКП(б) о работе Абакумова.
С 15 февраля по 20 ноября 1952 года — министр госбезопасности Узбекской ССР, с 20 ноября 1952 по 11 марта 1953 года — 1-й заместитель министра госбезопасности СССР. Начальник ГРУ МГБ (5 января — 11 марта 1953).
После смерти Сталина 2 апреля 1953 года Л. П. Берия обратился с письмом в Президиум ЦК КПСС на имя Г. М. Маленкова о выяснившихся обстоятельствах гибели Народного артиста СССР Соломона Михоэлса. Берия заявлял, что МВД считает необходимым: а) арестовать и привлечь к уголовной ответственности зам. МГБ СССР Огольцова С. И. и бывшего министра ГБ Белорусской ССР Цанава Л. Ф., б) Указ Президиума Верховного Совета СССР о награждении участников убийства Михоэлса и Голубова отменить.
3 апреля 1953 года Огольцов был арестован по обвинению в убийстве С. М. Михоэлса, но после ареста Берия постановлением ЦК КПСС от 6 августа 1953 года освобождён и в январе 1954 года уволен в запас МВД.
14 февраля 1958 года Огольцов был исключён из партии Комиссией партийного контроля при ЦК КПСС «за грубое нарушение социалистической законности, в результате которого были осуждены к высшей мере наказания и длительным срокам заключения работники ленинградских высших учебных заведений». Постановлением СМ СССР 8 июня 1959 года Огольцов был лишён звания генерал-лейтенанта «как дискредитировавший себя за время работы в органах… и недостойный в связи с этим высокого звания генерала».
Трудился в дальнйшем в должности заместителя директора по безопасности в НИИ-1 (Москва, ул. Онежская).
Похоронен на Ваганьковском кладбище Москвы (Саврасовская аллея). На могильной плите указано, что Сергей Огольцов скончался 30 декабря 1976 года.

## Награды
- знак «Почётный работник ВЧК—ГПУ (XV)» 29.08.1936;
- медаль «XX лет РККА» 22.02.1938;
- орден Красной Звезды 26.04.1940;
- орден Красного Знамени 18.05.1942;
- орден Красной Звезды 20.09.1943;
- орден Кутузова 2 степени 08.03.1944;
- орден Красного Знамени 03.11.1944;
- орден Ленина 21.02.1945;
- орден Отечественной войны 1 степени 16.11.1945;
- орден Красного Знамени 29.10.1948 (лишён)[7];
- орден Отечественной войны 1 степени.